# Philippsheim
Philippsheim is een plaats in de Duitse deelstaat Rijnland-Palts, en maakt deel uit van de Eifelkreis Bitburg-Prüm. De plaats is gelegen aan de Kyll.
Philippsheim telt 89 inwoners. Het karakteristieke Spoorwegstation stamt uit 1871 en valt onder Monumentenzorg. 

## Bestuur
De plaats is een Ortsgemeinde en maakt deel uit van de Verbandsgemeinde Speicher.
Verbandsvrije stad:  Bitburg